# 不忍池
不忍池（しのばずのいけ）は、上野恩賜公園（東京都台東区）の中に位置する天然の池である。

## 地形
上野恩賜公園の南端に位置し周囲は約2キロメートル、全体で約11万平方メートル。北で上野動物園西園、東で京成上野駅、南と西で不忍通りに接している。
現在の不忍池は、その中央に弁才天を祀る弁天島（中之島）を配している。また、池は遊歩のための堤で3つの部分に分かれており、それぞれ、一面がハスで覆われる蓮池、ボートを漕いで楽しむことのできるボート池、上野動物園の中に位置しカワウが繁殖している鵜の池の3つである。各池の詳細は以下の通りである。
| 名前     | 面積（千m2） | 平均水深（cm） | 水量（千m3） | 左：ボート池、上：鵜の池、下：蓮池 |
| -------- | ------------ | -------------- | ------------ | ---------------------------------- |
| 蓮池     | 55           | 84             | 46           | 左：ボート池、上：鵜の池、下：蓮池 |
| ボート池 | 30           | 86             | 26           | 左：ボート池、上：鵜の池、下：蓮池 |
| 鵜の池   | 25           | 92             | 23           | 左：ボート池、上：鵜の池、下：蓮池 |

一方で、東京都建設局が2009年10月19日に作り2016年4月9日に更新した「上野恩賜公園再生基本計画　第Ⅱ章 与条件等の整理 p.11」によると、以下の表の通りである。
| 名前     | 面積（千m2） | 水量（千m3） |
| -------- | ------------ | ------------ |
| 蓮池     | 55           | 55           |
| ボート池 | 30           | 40           |
| 鵜の池   | 25           | 24           |

## 名前の由来
弁天島に建つ石碑によれば、「不忍池」の名は、かつて上野台地と本郷台地（向ヶ岡）の間の地名が忍ヶ丘（しのぶがおか）と呼ばれていたことに由来するとのことである。
ただし、異説もあり、周囲に笹が多く茂っていたことから篠輪津（）が転じて不忍になったという説（『新編武蔵風土記稿』『神代余波』）、ここで男女が忍んで逢っていたからという説（『望海毎談』）や、上野台地が忍が岡と呼ばれていたことにたいして不忍池と命名された説（『江戸妙子』『江戸名所図絵』）もある。15世紀頃には既に「不忍池」という名で呼ばれていた。
なお読み方は、古くは「しのはすが池」、「しのばすの池」、「しのわつ池」と呼ばれた。

## 地理

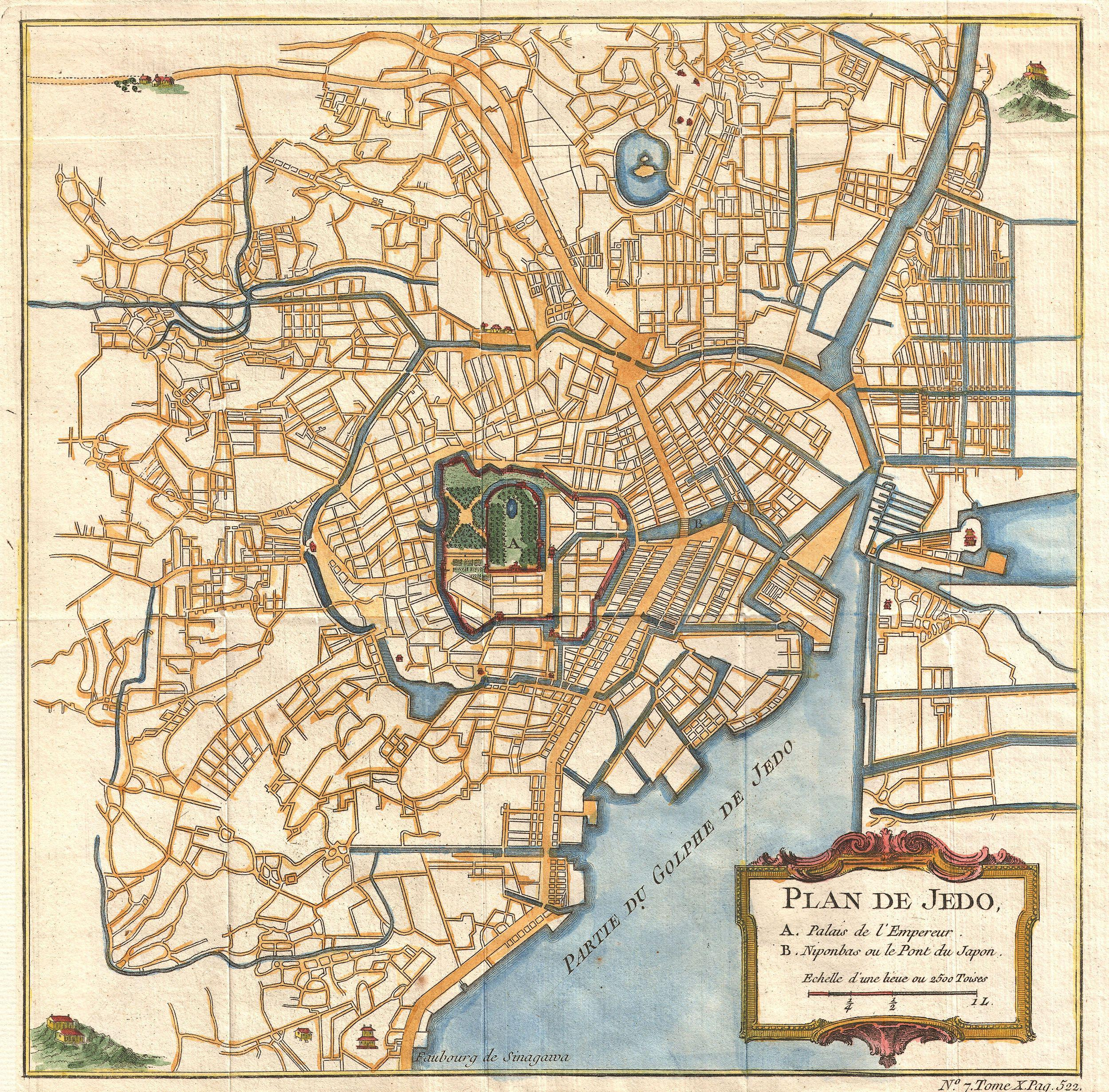
1752年の地図上の不忍池（中央上やや右）。

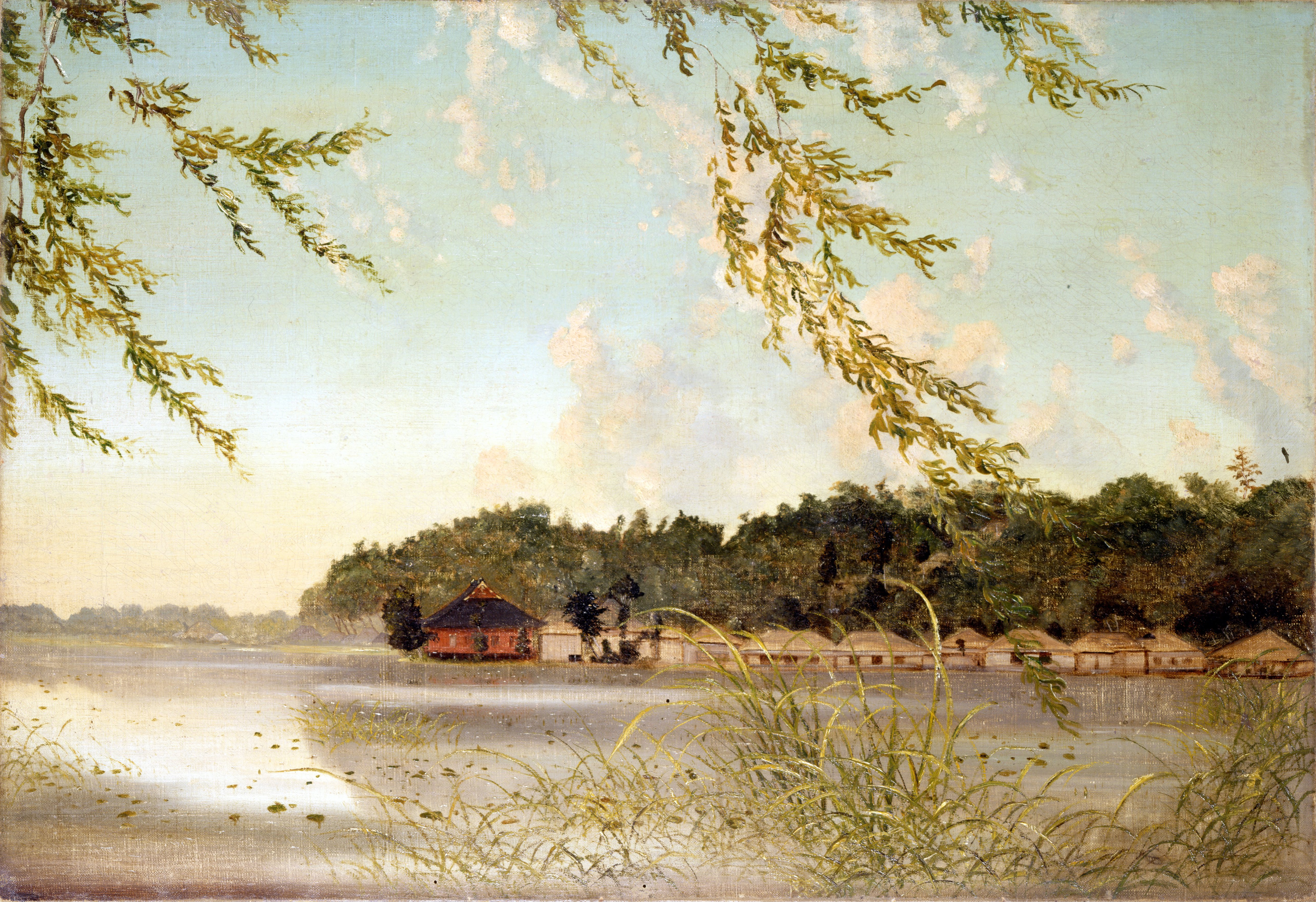
高橋由一による絵画、不忍池。1880年頃の作品。

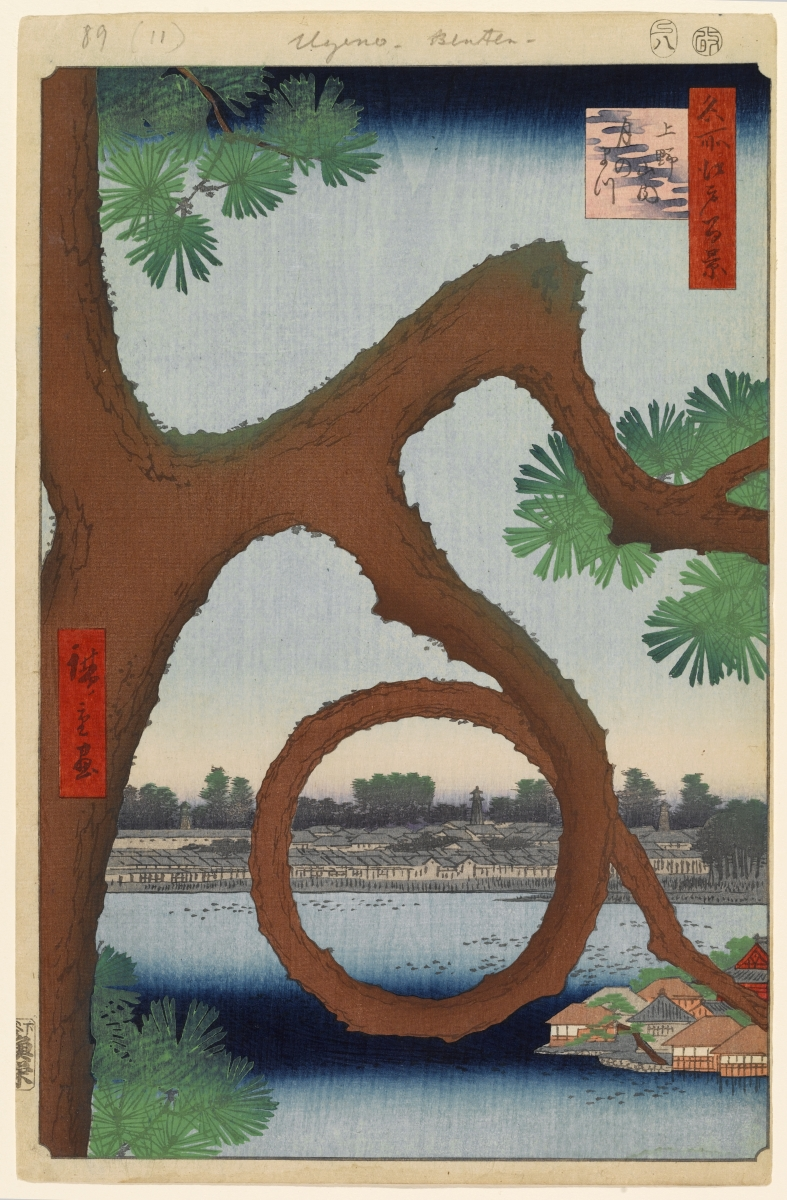
歌川広重

かつて、旧石神井川が武蔵野台地の東端を割って谷を作り、海ぞいの低地へと注ぎ出ていた開口部に位置する。東岸にあたる上野台地（いわゆる「上野のお山」）や西岸にあたる本郷台地（東京大学の立地する台地。南は神田山（駿河台）へと連なる）に比べると、10m以上も標高の低い谷あいになっている。
縄文海進時は、東京湾の入り江だった。その後、海岸線の後退とともに取り残され、紀元数世紀頃に池になったと考えられる。池となった時期については平安末期に海との縁が切れて沼となり、その後埋め立てが進み江戸期に独立した不忍池となったとも言われる。
江戸時代より前は、不忍池からの南流があり、於玉ヶ池を経て、現在の東京湾へ注いだ（旧石神井川河道と同じ）。江戸時代には、不忍池から忍川が東流し三橋を通り上野広小路を横切り三味線堀（三味線川とも呼ばれる）へ繋がり、下流の鳥越川を経て蔵前より隅田川へ注いだ。
1625年、江戸幕府は、西の比叡山延暦寺に対応させ、この地に寛永寺を建立した。比叡山が京都御所の鬼門に位置するため、寛永寺も江戸城の鬼門に位置する場所に建てられた。開祖である慈眼大師・天海は、不忍池を琵琶湖に見立て、竹生島になぞらえ、弁天島（中之島）を築かせ、そこに弁天堂を建設した。当初の弁天島は文字通り船で渡る島だったが、1672年に弁天島から東に向かって石橋が架けられ徒歩で渡れるようになった。これにより不忍池が広く知られるようになった。弁天島の南にはかつて経島があったが、天和2年（1682年）に取り崩された。
慶応4年（1868年）、彰義隊の戦い（上野戦争）で、東叡山寛永寺は根本中堂はじめ幾多の伽藍を焼き払われて落城した。戊辰の役における江戸で唯一の戦争で、当日の朝、官軍が放った一発の砲弾が不忍池に落ちて、水しぶきをあげたのが戦闘の引き金だったという説がある。
明治時代の初期までの池の形は現代のものとはかなり異なっていた。特に池の北側は今よりもかなり広く、藍染川（谷田川）も注いでいた。また、弁財天の中島への両側は家が建ち並び、明治5年（1872年）4月には不忍天竜町という町名さえ起立されていた。上野の山が公園に指定されたのに伴い、1875年に不忍池も公園に編入された。このときの面積は18ヘクタール、1989年当時に対して1.7倍の広さだった。しかし1884年、共同競馬会社による競馬場の建設に伴い、埋め立てが行われ、ほぼ現在の形が出来上がった。池を周回する形で作られた競馬場で同年11月には天皇臨席のもと第1回の競走が行われ、以降1892年まで春と秋に競馬が行われた。1898年には池のほとりで大日本双輪倶楽部が日本人による最初の自転車競走を行った。
不忍池にそそぐ愛染川は上野台と本郷台の谷間を流れる自然の創造から生まれた古代河川であったが、1923年（大正12年）関東大震災を契機に、焼野原と化したため、当時の政府は東京の復興の一環として暗渠化して埋め立てた。これに伴い不忍池の周りにあった龍門橋、雪見橋、中ノ橋、花見橋も消え去った。
池への流出入河川がない。水源は、若干の自然湧出地下水のほかは、以前は井戸水および近接する京成電鉄京成上野駅地下ホームからの湧出地下水を人工的に汲み上げ放流したものであった。ただ、これだけでは水質保持・水量保持が難しいことから、2003年（平成15年）9月3日よりJR上野駅新幹線地下ホームからの湧出地下水の汲み上げ放流も始まった。これにより、水量は一応の安定を見ている。JR、京成とも湧出水を提供することで、そのまま下水に排出した場合にかかる下水道料金を免除されている。

## 変遷
江戸時代、寛永寺が建立され弁天島が築かれてから名が知られるようになった。池の蓮は有名で、茶店は蓮飯を売り出し、蓮の若根は将軍家に献上された。1907年には、東京勧業博覧会のため、西に向かって観月橋がかけられ、池の中央を横断できるようになった。博覧会の第一会場は山上竹の台等、第二会場は山下不忍の池の周囲であった。池畔にはイルミネーションやウォーターシュートも設けられた。
1929年に、築堤工事により池が4つに分割された。また1931年には、現在まで続く貸しボートの営業が開始された。現在、鵜の池になっている範囲は当時は2つの池に分かれていた。戦後の一時期は水が抜かれて水田（不忍田圃）となり、初年度の収穫量は200俵だった。その跡地には野球場を建設する案なども出されたが、1949年に池のまま保存することで合意され、現在に至る。
1967年9月19日には、不忍池と地下鉄千代田線の建設現場を仕切る柵が崩れ、約3万トンの水がトンネルに流れ込む事故が起きている。復旧作業は速やかに行われて同月24日は水を入れ直した。1990年から1994年にかけては水質浄化のため東京都建設局によって層流多循環システム、曝気噴水ポンプ、生物酸化処理膜の設置などが集中的に行われた。
不忍池は、上野公園の南西部にある周囲2キロメートルの池。天海僧正（1536 - 1643）は、この池を琵琶湖に見立て、竹生島になぞらえた中島を築造し弁天堂を建てた。江戸時代以来、文人墨客の集う蓮の名所として知られ、その壮観さは訪れる人々を魅了してきた。蓮の花の絵あり。
2014年、池の南側に水上からハスを間近に観察できる遊歩道が完成した。「蓮見デッキ」と呼ばれている。

## 自然

### 鳥類
不忍池では、渡り鳥・留鳥あわせて数十種類の鳥類が見られ、多い時には1万羽を超えることもある。1960年頃から多数のカモ類が飛来するようになり、オナガガモ、ホシハジロ、キンクロハジロ、ヒドリガモ、ハシビロガモなどカモの池として有名であったが、近年カモは数を減らし、変わってユリカモメやセグロカモメなどが多くやってくるようになった。
不忍池で繁殖する水鳥はバン、カイツブリ、カワウ、カルガモなど。上野動物園の園内扱いになる部分にはカワウの島もある。不忍池のカワウは昭和30年代に動物園が飼っていたものを羽を切って池に放したのが始まりで、これに野生のカワウが合流した。カワウの繁殖地は日本でも数か所で、都会にあるのは世界中でもここだけである。
森鴎外が不忍池を舞台として小説「雁」を書いた当時は雁が飛来していたと思われるが、戦後には雁は姿を見せなくなった。

### 魚類
カムルチー、タウナギ、ティラピアなど外来魚が多い。在来の水生動物にはフナ、モツゴ、ドジョウ、ヌマエビ、テナガエビなどがいる。特に多いのが鯉である。1876年に池ざらいをした際には大きな鯉が200匹上がったことがある。

### 植物
ボート池を除く部分にはハスの繁殖が著しく、毎年夏になると池の南部はほぼ埋め尽くされる状況である。江戸時代には色とりどりの花のハスが植えられていたと言われるが、現在では桃色のジバスと白の明鏡蓮との二系統だけである。秋には白いアシが池一面に広がる。
渡り鳥が多く蓮の花が咲きほころぶ光景は、名勝として数多の錦絵に描かれている。毎年8月頃には巨大な緑色の葉の中にピンクの大輪の花が姿を見せる。不忍池に蓮の花が咲き乱れている様子は江戸時代の名所案内書「江戸雀」に和歌として詠まれている。

### その他
明治維新後、不忍池において殺生がかまわない時期もあったが、1876年からは禁じられている。
2006年6月に不忍池で特定動物である産卵中のワニガメが発見され、自然繁殖している可能性が指摘された。この事件以来、ボート池の周辺にカミツキガメ、ワニガメの危険性を訴えるポスターが貼られ周囲が網で覆われている。

## 不忍池をモチーフにした作品

### 小説

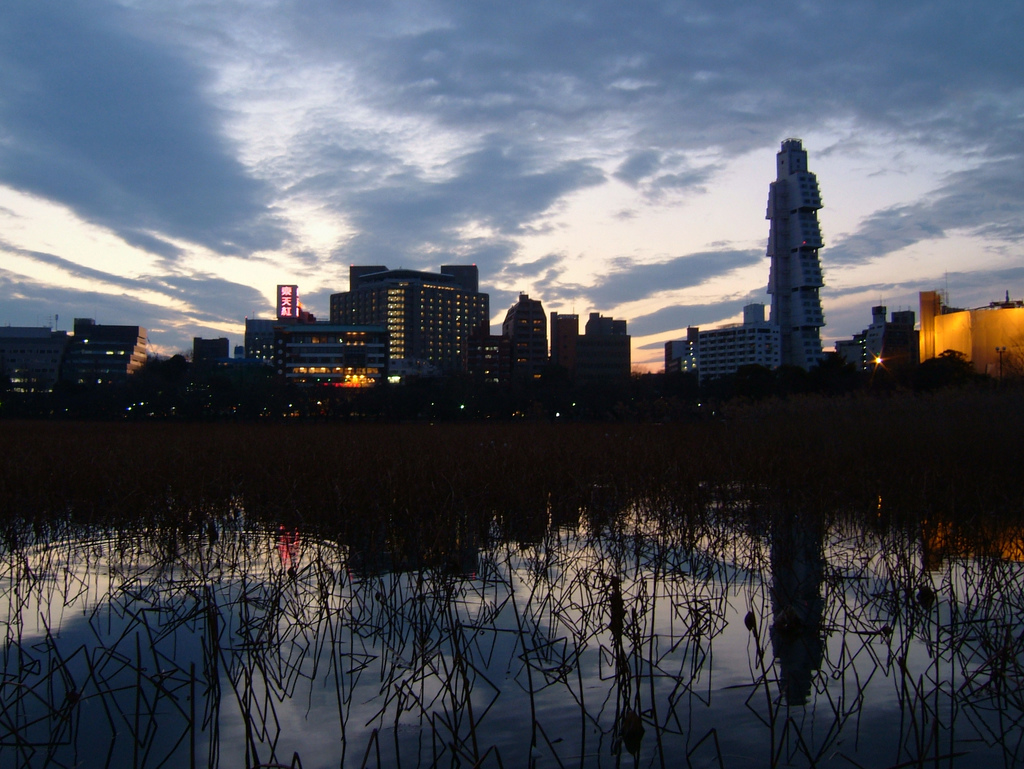
夕暮れの不忍池

- 森鷗外「雁」
- 川端康成「帽子事件」
- 内田康夫「上野谷中殺人事件」
- 5代目柳家小さん「唖の釣り」
- 夏目漱石「こゝろ」
- 池波正太郎「不忍池暮色」

### 詩
- 与謝野鉄幹「敗荷」

### 川柳
江戸時代には「出合茶屋」という男女密会の場があり、不忍池周辺にはとくに多くあった。蓮の名所であることから、池の茶屋、蓮の茶屋などと呼ばれ、「柳多留」等の川柳作品にも多く取り上げられた。

### 音楽作品
- さだまさし「無縁坂」
- 氷川きよし「かあさん日和」
- 一青窈「七変化」
- 島津悦子「花のお江戸の艶次郎」
- 人間椅子「人面瘡」

## 石碑
不忍池の中央にある弁天島にはユニークな石碑が多いことで知られる。以下のようなものがある（時計周りの配置順）。
- ふぐ供養碑（岸信介筆） 1965年9月 東京ふぐ料理連盟[38][39]
- 八橋検校顕彰碑 1966年[38][40]
- 扇塚 1949年2月 初代花柳寿美三回忌にあたり建立 佐藤春夫の歌 [38][41]
- スッポン感謝之塔[38] （徳富蘇峰揮毫）1967年[42]
- いと塚[38] 荻江完家荻江露章7回忌に建立 前田青邨撰文 [43]

- 琵琶碑（島中央・弁天堂前）[38]明治19年（1886年）9月　銅製琵琶型 山岡鉄太郎謹書[44]

- 東京自動車三十年会記念碑[38] 1975年
- 真友の碑[38]（英語・裏面日本語） 1976年 1949年のマイルス・ボーンと上田碩三遭難による碑 ボーン・上田記念国際記者賞も参照
- 暦塚[38]（中曽根康弘筆） 全国カレンダー出版協同組合連合会ほか

- 芭蕉翁碑[38]
- 高久靄厓碑[38] 嘉永三年（1850年）秋[45]
- 包丁塚[38] 上豊調理師会
- 蓮花歌碑 文政11年（1828年）建立 司馬乃屋嘉門（本名：嘉明）文撰[38][46]
- 鳥塚（東龍太郎筆） 1962年3月[38][47] 東京食鳥鶏卵商業協同組合と東京都食鳥肉販売業環境衛生同業組合
- 幕末の剣豪櫛淵虚冲軒之碑 文政2年（1819年）[38]9月[45] 1978年 利根郡月夜野町

- 魚塚 1976年9月[48] 東京魚業商業協同組合
- 利行碑（熊谷守一筆）[48] 1969年
- めがねの碑 1968年10月[48] 東京眼鏡懇話会
- 不忍池碑 1966年4月建立[5]
- 中根半僊碑 嘉永3年（1850年）5月建立[5][45]

そのほか不忍池周辺には以下のものがある。
- 駅伝の碑 2002年 財団法人日本陸上競技連盟ほか
- かなりや碑[38] 1960年 西条八十の詩かなりや誕生を記念 [49]
- 龍門橋碑[38][50]
- 雪見橋碑[38][50]

## ギャラリー

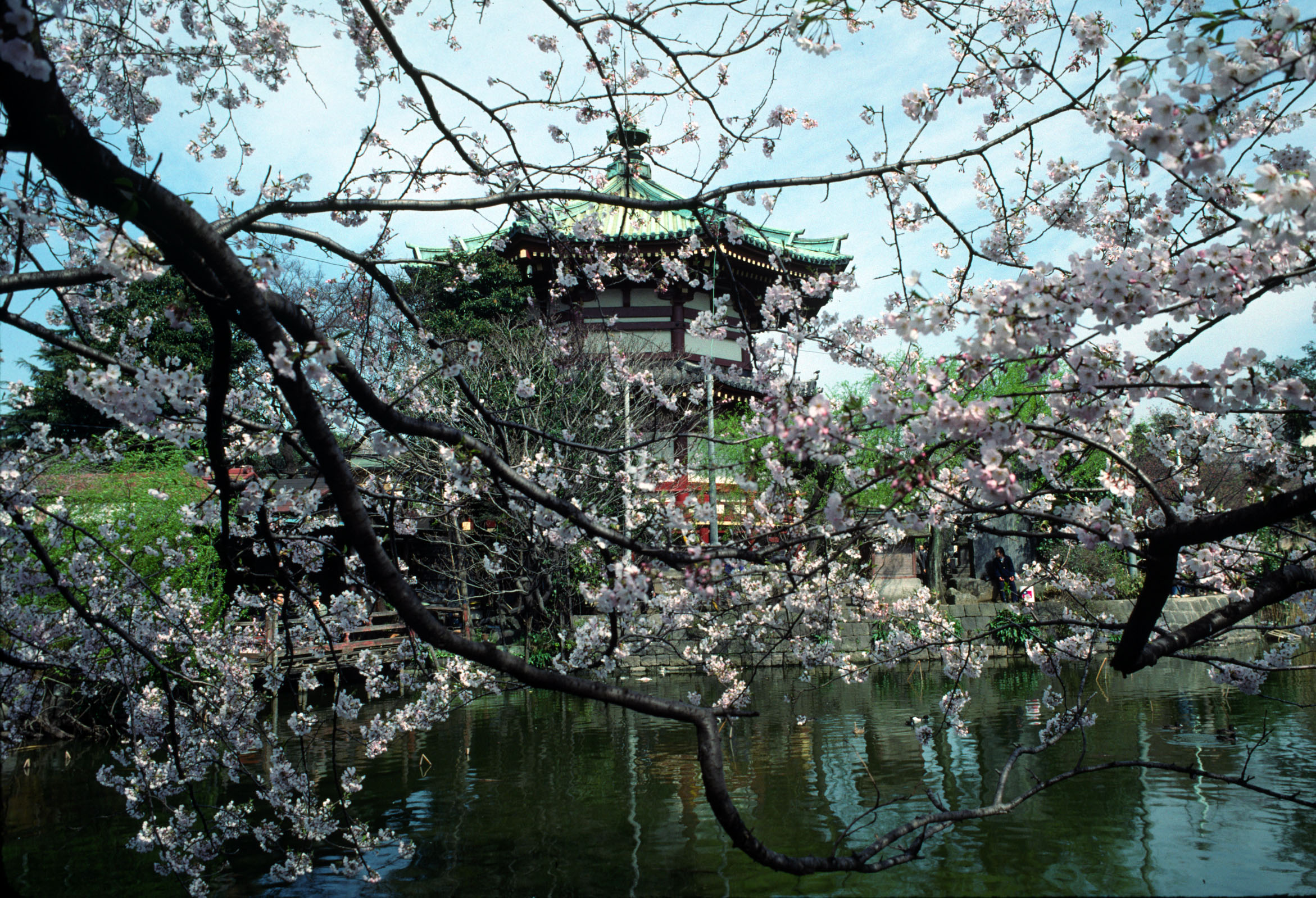
弁天堂
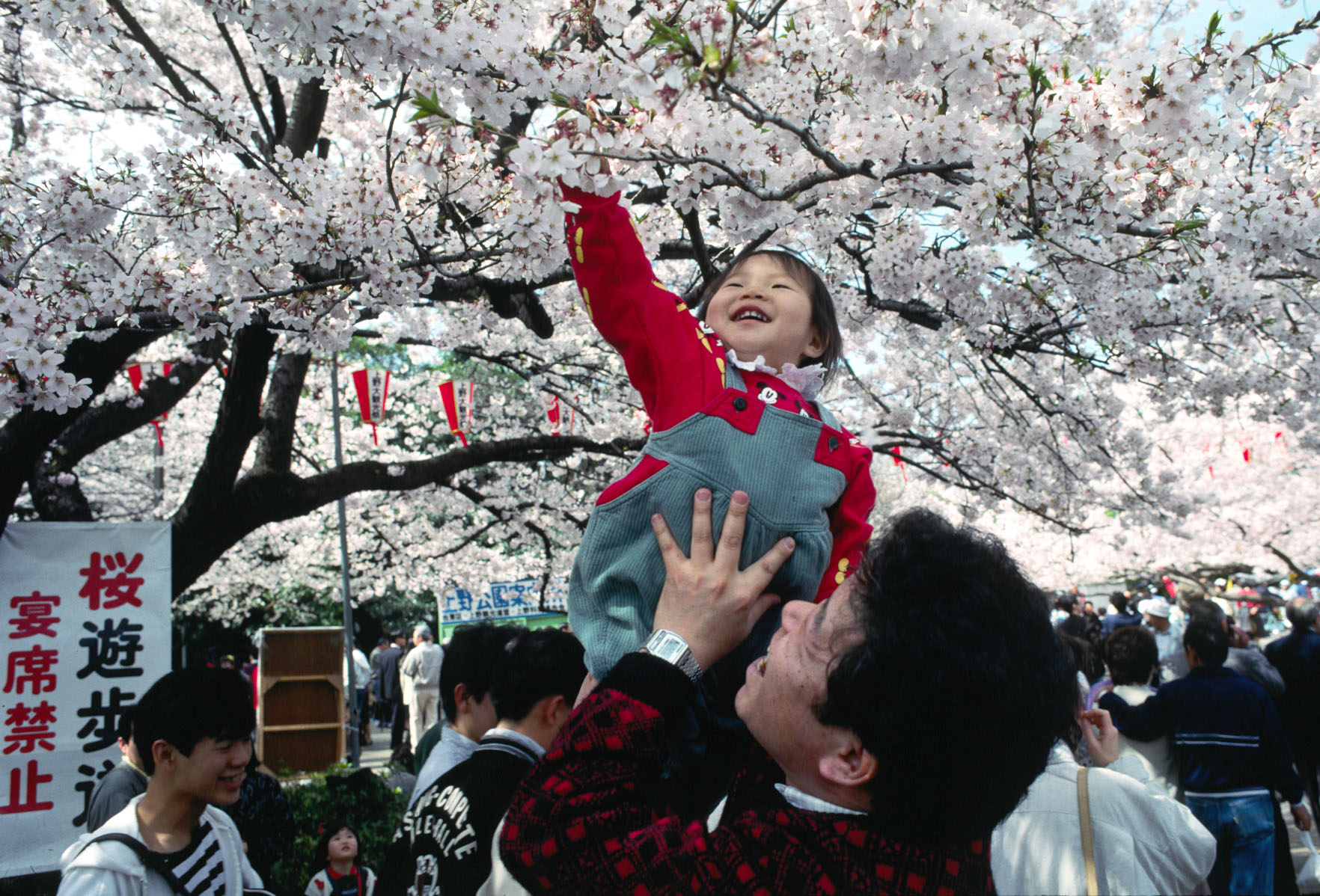
花見
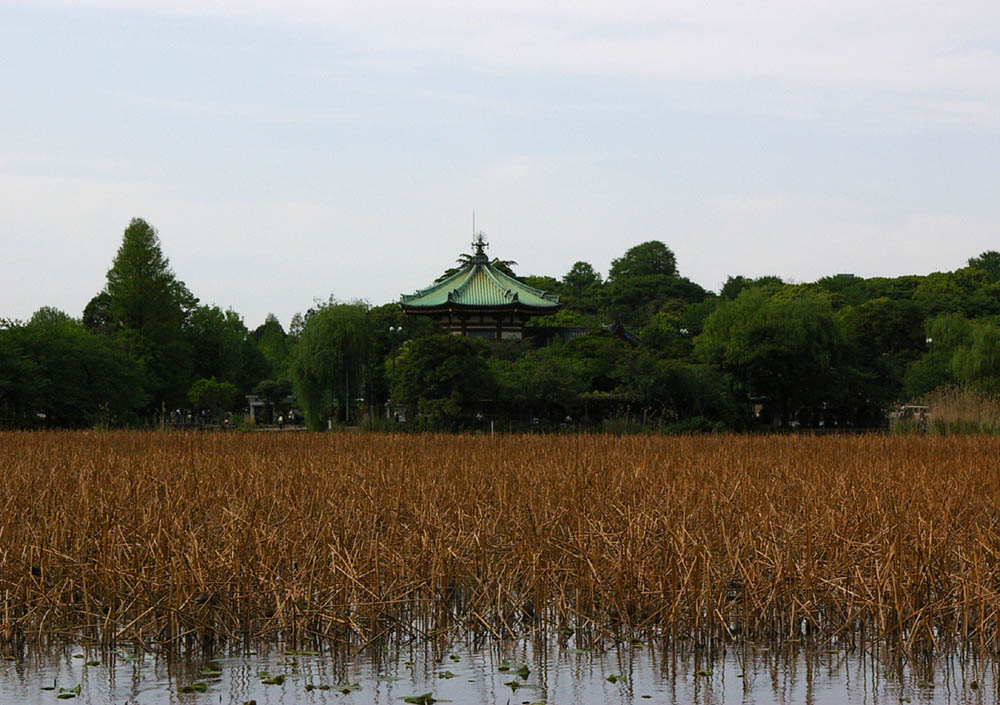
蓮池（5月）
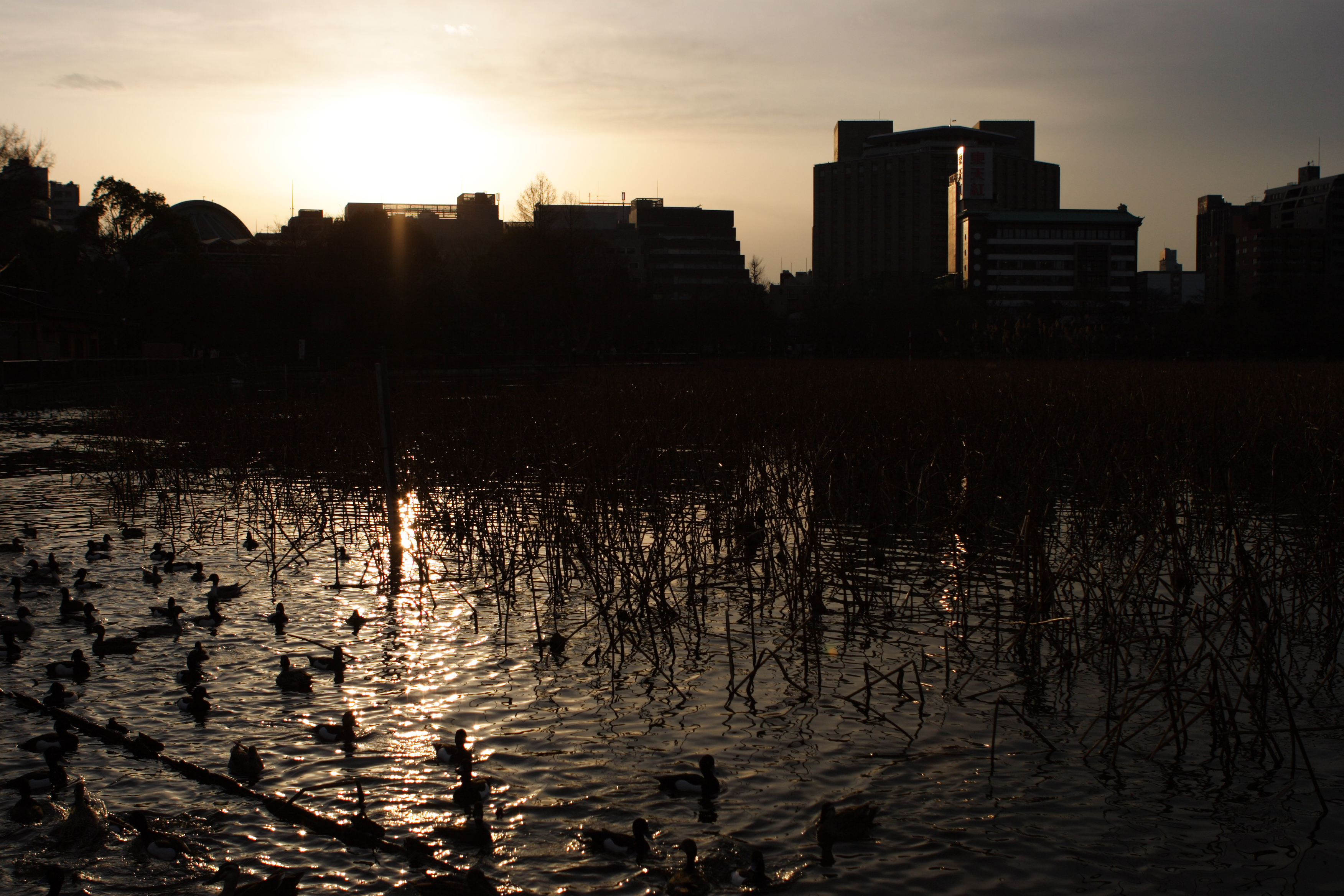
夕暮れ
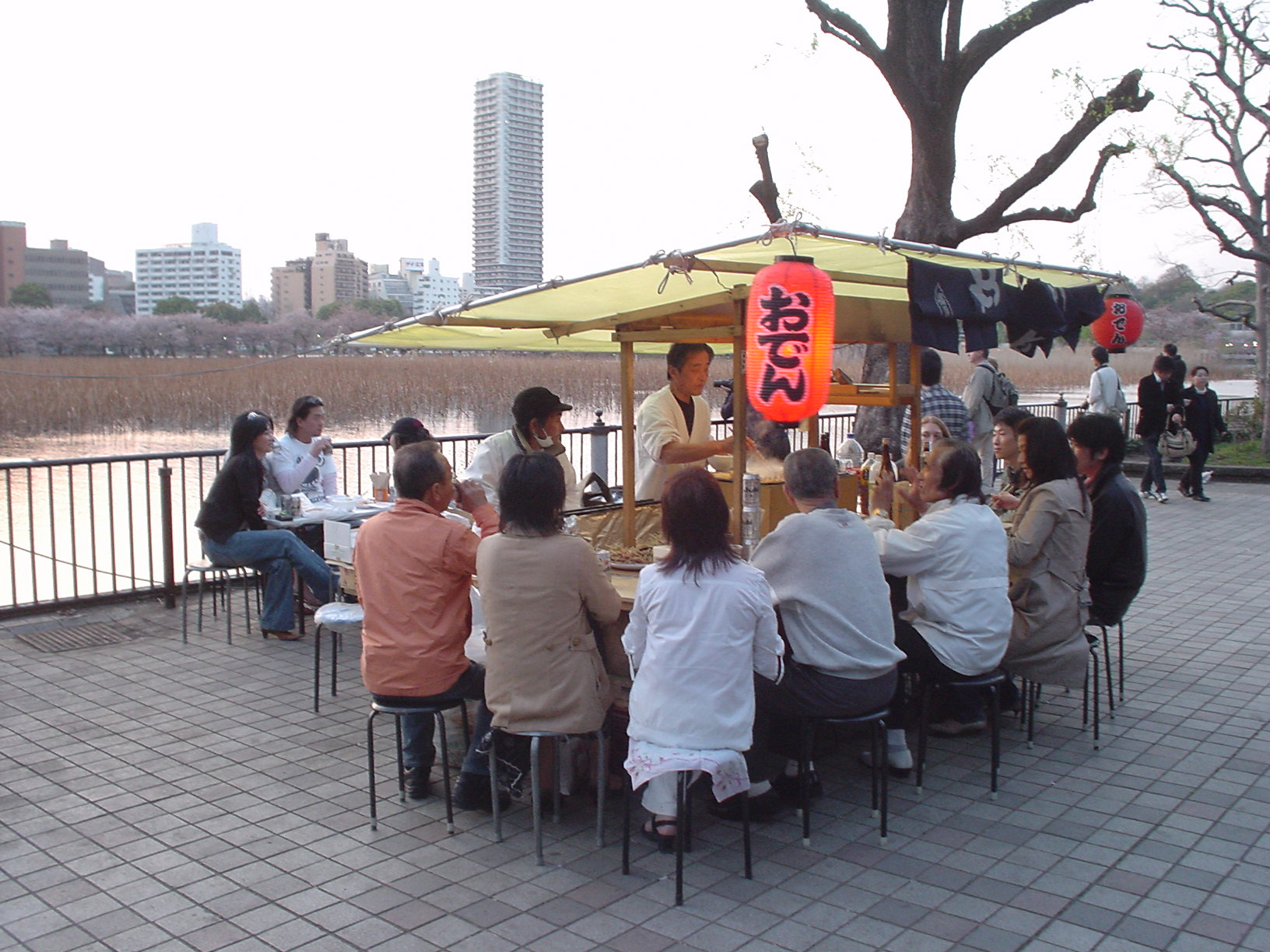
おでん屋台
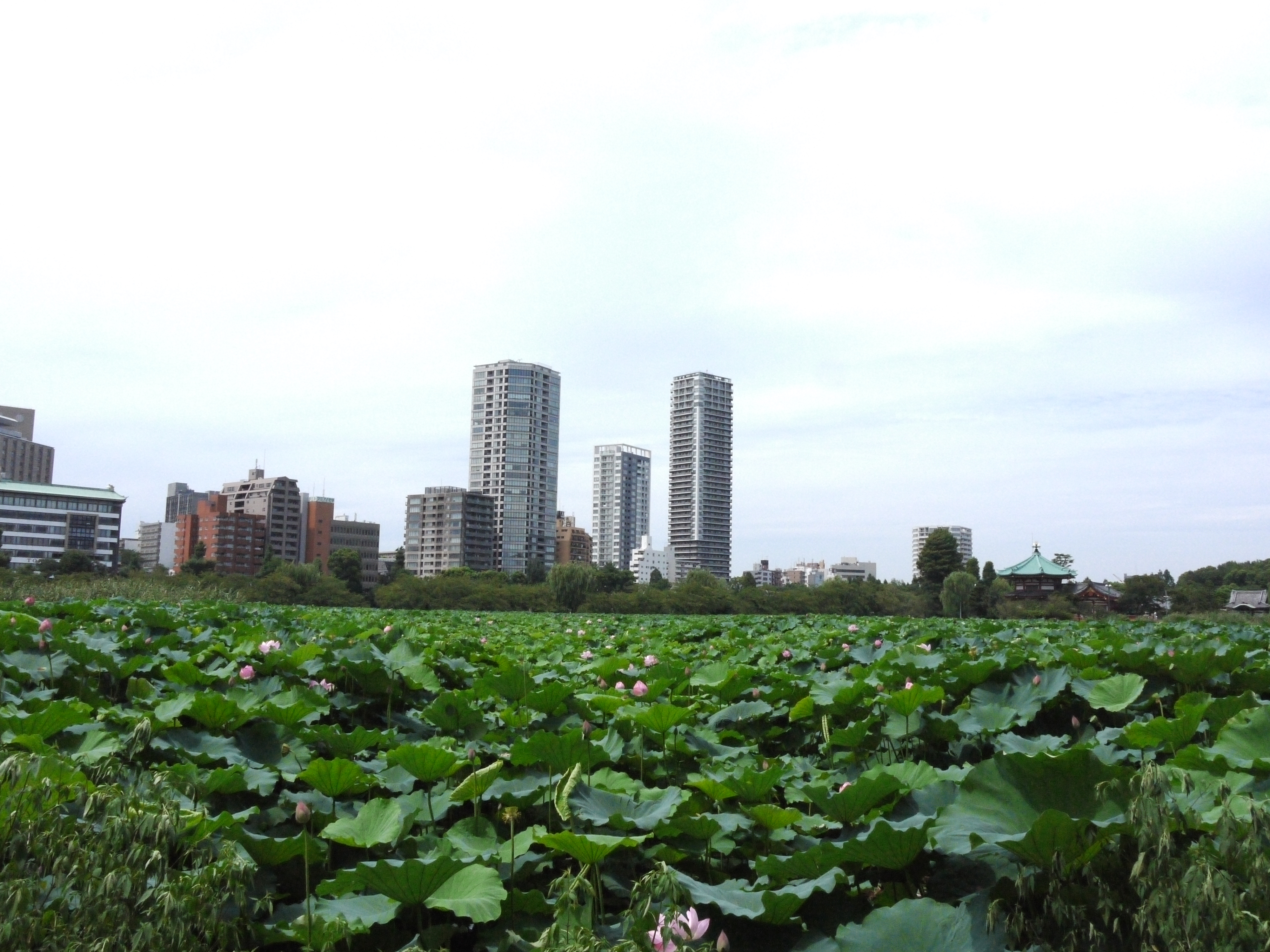
ハスが咲く不忍池（8月）
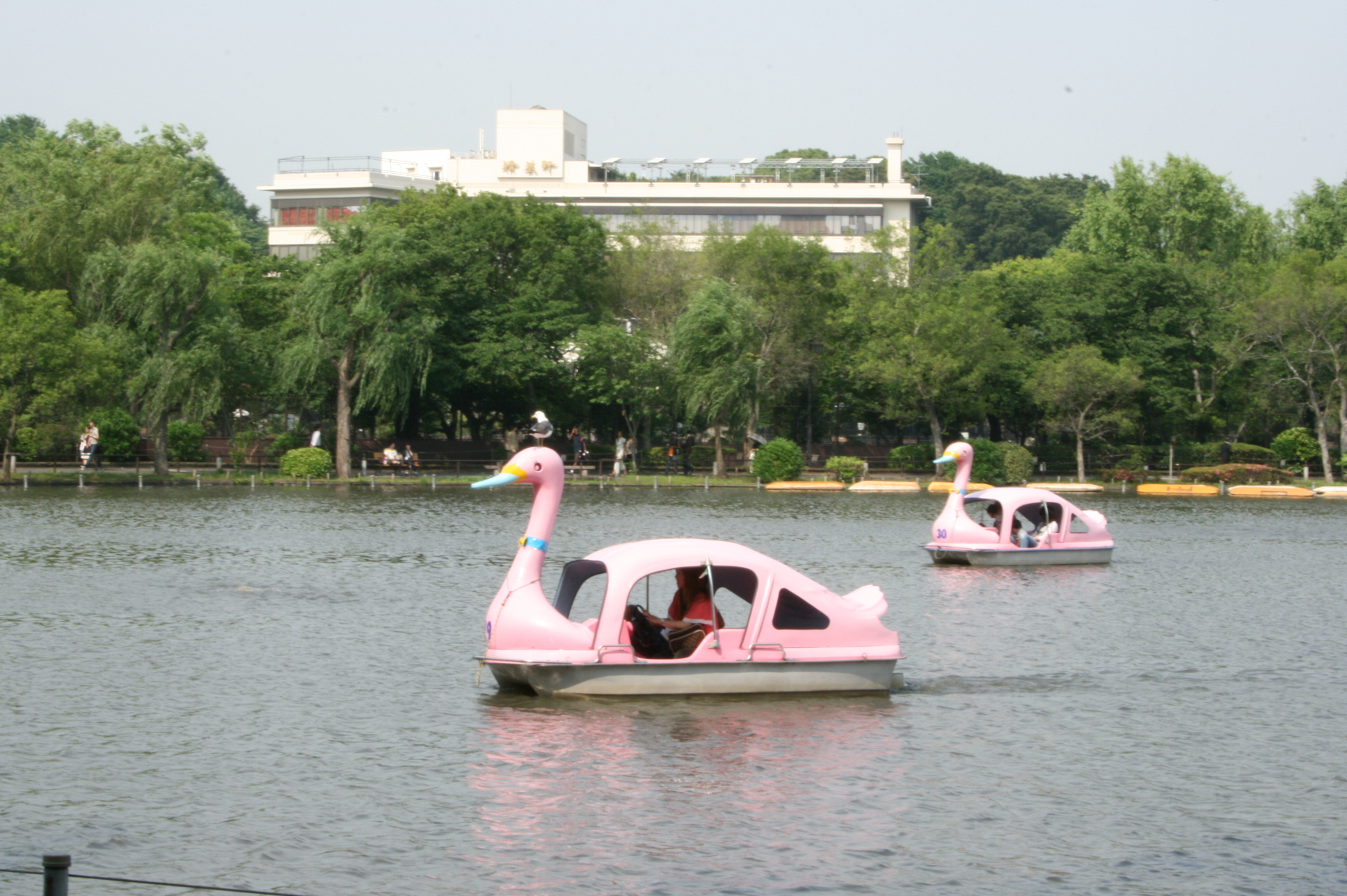
スワンボート
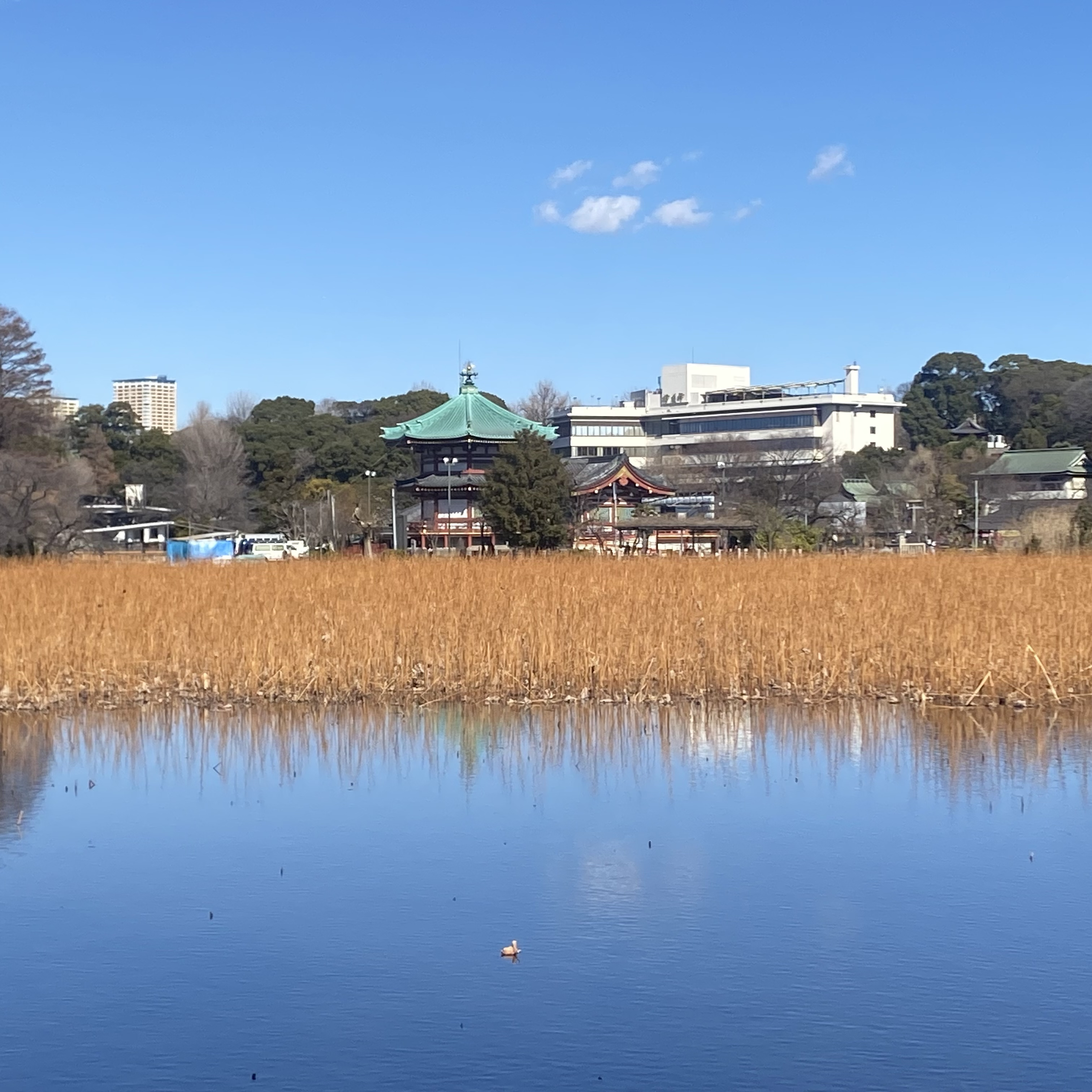
不忍池遠景（弁天堂）
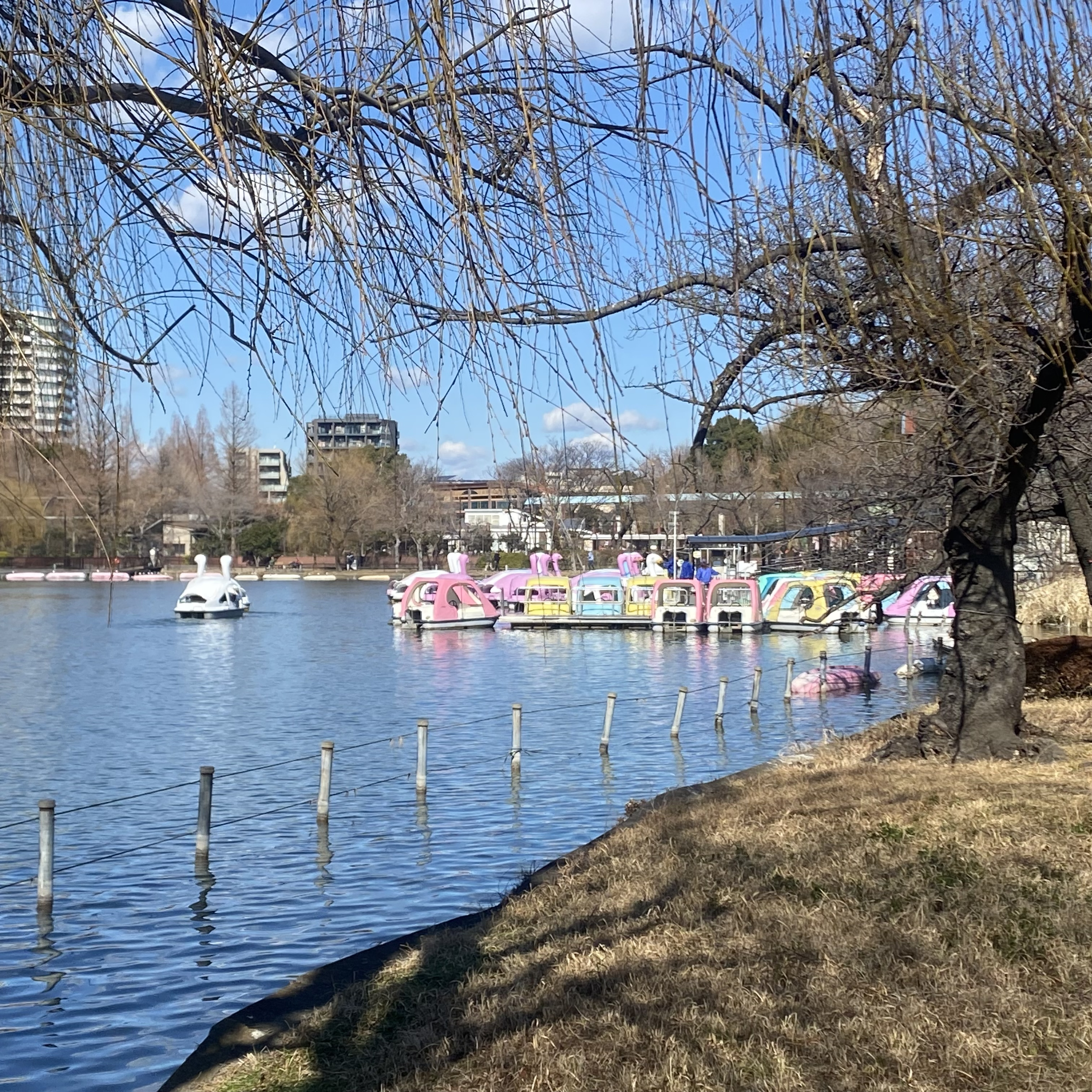
ボート乗り場

## 周辺施設
- 下町風俗資料館
- 水上音楽堂
- 五條天神社 (台東区)
- 上野動物園
- 台東区立忍岡小学校
- 上野精養軒
- 旧岩崎邸庭園

## アクセス
- 京成本線：京成上野駅
- 山手線・地下鉄銀座線・地下鉄日比谷線：上野駅
- 山手線：御徒町駅
- 地下鉄千代田線：根津駅・湯島駅
- 地下鉄銀座線：上野広小路駅、地下鉄大江戸線：上野御徒町駅、地下鉄日比谷線：仲御徒町駅

## その他
- 不忍池の西に広がる地名「池之端」は、不忍池の近くにあることから名づけられた。
- 1909年、アメリカ人ハミルトンは、横長の軽気球で不忍池の上空を飛んだ。1909年12月9日、軍人の相原四郎は、自動車に引っぱられたグライダーで空中を飛翔したが、綱が切れて不忍池に落ちた[51]。
- 不忍池周辺はかつてはホームレスの寄り集まる場所であったが2006年ごろに周囲に立入禁止のロープが張られ、テントとともに一掃された。